# Війна яблук та гусені (мультфільм)
«Війна яблук та гусені» — український анімаційний фільм 2004 року студії Укранімафільм, автор сценарію та режисер — Наталя Марченкова.

## Сюжет
Сумна історія про те, як на яблука напав їх заклятий ворог — гусінь, і як добро перемагає зло.

## Над фільмом працювали
- Автор сценарію і режисер: Наталя Марченкова;
- Художник-постановник: Едуард Кирич;
- Композитор: Олександр Спаринський;
- Звукорежисер: Мирослава Лашкевич;
- Комп'ютерна обробка: Віктор Радкевич, В. Король, О. Черкаський;
- Художник: Ірина Смирнова (у титрах І. Смірнова);
- Художники-аніматори: Ніна Чурилова, Марина Корольова, Людмила Вознюк, Людмила Ткачикова, Олександр Лавров, Дмитро Пічугін (у титрах Д. Пичугін), Ігор Ленго, Володимир Врублевський (у титрах Д. Врублевський), Наталя Марченкова;
- Асистент режисера: Олена Короткевич;
- Монтаж: Юна Срібницька (у титрах Ю. Сребницька);
- Редактор: Світлана Куценко;
- Директор знімальної групи: В'ячеслав Кілінський.

### Ролі озвучив:
- Юрій Коваленко.

## Нагороди і відзнаки
- «DaKino» (Бухарест), 2006 — Приз за найкращу анімацію[2].